# Escuadrón Siniestro (Marvel Comics)
El Escuadrón Siniestro es un equipo de supervillanos que aparece en los cómics estadounidenses publicados por Marvel Comics. El Escuadrón Siniestro apareció por primera vez en el panel final de The Avengers #69 (octubre de 1969), creado por Roy Thomas y Sal Buscema.El equipo es un pastiche de la Liga de la Justicia de DC.

## Historial de publicaciones
La primera versión del Escuadrón Siniestro está formada por el Anciano del Universo conocido como el Gran Maestro como peones para luchar contra los campeones del viajero en el tiempo Kang el Conquistador, el equipo de superhéroes de Los Vengadores. El Gran Maestro crea cuatro villanos (Doctor Espectro, Hyperion, Nighthawk y Zumbador) para enfrentar a los héroes Iron Man, Thor, Capitán América y Goliat (Clint Barton).En entrevistas, Thomas y Jerry Bails han declarado que el Escuadrón se basó en el equipo de superhéroes de DC Comics, la Liga de la Justicia de América, evocando a los personajes de DC, Green Lantern, Superman, Batman y Flash.

## Biografía ficticia

### Escuadrón Siniestro del Gran Maestro
La serie limitada Escuadrón Supremo,escrito por Mark Gruenwald, explica que el Gran Maestro crea el Escuadrón Siniestro modelándolos según el Escuadrón Supremo ya existente del universo Tierra-712.Las similitudes también causaron confusión en el departamento de producción de Marvel, ya que las portadas de The Avengers # 85 (febrero de 1971) y # 141 (noviembre de 1975) "cubrieron" las apariciones del Escuadrón Siniestro, cuando en realidad era el Escuadrón Supremo que apareció en ambos números.
Los Vengadores finalmente derrotaron al Escuadrón y, como resultado, el Gran Maestro los abandonó.El Escuadrón reaparece en el título The Defenders, reunidos por el alienígena Nebulon. Los villanos reciben mayor poder a cambio de la Tierra y crean un cañón láser gigante en el Ártico para derretir los casquetes polares, cubriendo así toda la superficie de la Tierra con agua. El equipo de superhéroes, Los Defensores, son alertados sobre el plan por Nighthawk y derrotan a los villanos y a Nebulon,con Nighthawk reformándose y uniéndose a los Defensores en el siguiente número.
Después de esta derrota, Nebulon teletransporta a los tres miembros restantes del Escuadrón Siniestro fuera del mundo y regresan con un arma que drena energía. Los villanos planean amenazar la Tierra nuevamente, pero son derrotados una vez más por los Defensores y el Vengador Yellowjacket.Durante otro breve encuentro con varios miembros de los Vengadores, que buscan una manera de separar el Prisma de poder del Doctor Espectro de su compañera Vengadora la Avispa, se revela que los personajes se han disuelto.
Si bien Nighthawk se convierte en un personaje constante que aparece regularmente en el Universo Marvel, dos de los otros miembros del Escuadrón hacen apariciones aisladas. Hyperion aparece en el título Thor, luchando contra el héroe una vez más,y aparece en Marvel Two-in-One en un encuentro con Thing.Hyperion también viaja al universo Tierra-712 y, después de hacerse pasar por el Hyperion del Escuadrón Supremo por un tiempo, muere en una acalorada batalla con su contraparte.El título The Amazing Spider-Man muestra el regreso de Zumbador, donde regresa al crimen con un nuevo disfraz y el alias Speed Demon.

### Escuadrón Siniestro resucitado
El Gran Maestro reaparece y reforma el Escuadrón Siniestro: un Hyperion aparentemente resucitado; un nuevo Dr. Espectro (Alice Nugent, ex asistente de laboratorio de Hank Pym), Nighthawk y Speed Demon, quienes han tenido malas experiencias con el equipo de superhéroes New Thunderbolts. Cortesía de un fenómeno conocido como Fuente de Poder, una fuente interdimensional de habilidades sobrehumanas, el Gran Maestro aumenta los poderes del Escuadrón Siniestro y luchan contra los Nuevos Rayos. El líder del equipo de los Thunderbolts, Barón Zemo, derrota al Gran Maestro y, en el caos resultante, el Escuadrón Siniestro se dispersa y escapa.

## Otras versiones

### The Last Defenders
La serie limitada The Last Defenders presenta brevemente versiones deformadas de Hyperion, Doctor Espectro y Zumbador. El trío es creado por el viejo enemigo de los Defensores, Yandroth, cuando se enfrenta a Nighthawk. Junto con una versión futurista de los Defensores, Nighthawk derrota a los doppelgängers, que posteriormente desaparecen.

### Secret Wars(2015)
Durante la historia de Secret Wars, versiones alternativas de los personajes de Escuadrón Siniestro residen en el dominio Utopolis de Battleworld. Liderados por su Hyperion, han estado anexando varios dominios de Battleworld para hacer crecer su territorio. Comenzaron destruyendo el Escuadrón Supremo de la Provincia de Supremia, donde dejaron vivo a su Nighthawk para ser el gobernante títere de la Provincia de Supremia para Hyperion.Luego hicieron que el dominio de Europix, con temática de la Segunda Guerra Mundial, fuera parte de su dominio cuando se rindió después de que el Escuadrón Siniestro salvó a Europix de Los 4 Terribles de Wittland.Sin embargo, debido a manipulaciones por parte de Nighthawk, Zumbador es ejecutado por Hyperion por traición, y el Doctor Espectro huye cuando lo incriminan por el asesinato de uno de los Thor Corps. Cuando la Mujer Guerrera es chantajeada para que abandone Utoplolis, se revela que Nighthawk posee el poder prisma de Espectro.Nighthawk luego hace su movimiento, envenenando a Hyperion con argonita antes de luchar contra él en igualdad de condiciones con el Prisma. Hyperion finalmente sucumbe al envenenamiento por argonita, lo que le permite a Nighthawk acabar con Hyperion. Nighthawk es arrestado por los Thors y, con el testimonio de la Mujer Guerrera, sentenciado al exilio. Presumiblemente encuentra su destino contra una horda de drones Ultron, dejando a la Mujer Guerrera como el único miembro restante del equipo.

## Miembros
- Doctor Espectro (Alice Nugent)
- Hyperion (Zhib-Ran)
- Nighthawk (Kyle Richmond)
- Zumbador (James Sanders)

### Miembros anteriores
- Doctor Espectro (Billy Roberts)
- Doctor Espectro (Kinji Obatu)
- Construcción de Hyperion